# Conradin Burga
Conradin Adolf Burga (* 13. Oktober 1948) ist ein Schweizer Biogeograph. Er ist Professor für Physische Geographie und hatte von 1996 bis 2013 die Professur in Biogeographie am Geographischen Institut der Universität Zürich inne. Burga gilt zurzeit als einer der renommiertesten deutschsprachigen Biogeographen. Er leitet unter anderem den Arbeitskreis „Biomonitoring / Vegetationsdynamik / Global Change“ in der Reinhold-Tüxen-Gesellschaft.
Burga studierte von 1970 bis 1976 Geographie, Geologie, Chemie, Botanik, Petrography, Mineralogie, Mathematik und Palaeontologie und erlangte 1976 das Diplom in Geographie am Geographischen Institut der Universität Zürich. Von 1976 bis 1979 studierte er Botanik, war als Assistent tätig und promovierte 1979 am Institut für Botanik der Universität Basel.
Von 1980 bis 1986 forschte und lehrte er als Oberassistent und ab 1986 auch als Privatdozent in Physischer Geographie am Geographischen Institut der Universität Zürich. 1987 war er als Wissenschaftlicher Mitarbeiter an der Botany School (Sub-Departement der Quartär-Forschung) der Universität Cambridge tätig und habilitierte mit „Gletscher- und Vegetationsgeschichte der Südrätischen Alpen seit der Späteiszeit“ an der Universität Zürich. Ab 1988 war er als Wissenschaftlicher Mitarbeiter und ab 1996 bis 2013 als Professor in Physischer Geographie (Biogeographie) am Geographischen Institut der Universität Zürich tätig.
Burga ist Spezialist für Pflanzengeographie/Biogeographie und Quartär-Paläo-Ökologie, speziell von Hochgebirgs-Ökosystemen der Europäischen Alpen (Vegetations-Dynamik, Floren-, Vegetations- und Klimageschichte; Pollenforschung).
Er ist Vize-Präsident der Reinhold-Tüxen Gesellschaft, Hannover, Gründer und Vorsitzender des internationalen Arbeitskreises ‘Biomonitoring/Vegetations-Dynamik/Global Change’, Vize-Präsident des Verbandes Geographie Schweiz (ASG) und Mitglied verschiedener nationaler und internationaler Kommissionen. Er publizierte 1998 die erste Synthese Schweizerischer Vegetations- und Klimageschichte während des späten Pleistozäns und Holozäns. Er leitete verschiedene Kartierungs- und Monitoring-Projekte (z. B. Gletschervorfelder der Schweizer Alpen, Vegetationskarte des Oberengadins). Er ist Mitglied des internationalen Editoren-Ausschusses von Mountain Research and Development und von Gredleriana (Journal des Naturhistorischen Museums Süd-Tirol, Italien), Chef-Editor der Naturforschenden Gesellschaft in Zürich (gegründet 1746) sowie Mitglied der Bibliothekskommission der Zentralbibliothek Zürich 2004–2018 und seit 2012 Stiftungsrat "Schatzinsel Alp Flix".
Privat engagiert er sich auch im musikalischen Bereich, z. B. als Gründungs-Präsident des Akademischen Chors Zürich (ACZ, Gründung 1981).